# Хотяновщина (Минский район)
Хотяновщина (бел. Хаця́наўшчына) — деревня в Минском районе Минской области Республики Беларусь. В составе Шершунского сельсовета.

## География
Пролегает дорога Н8966.
Ближайшие населённые пункты Мидровщина, Тонелево, Петьковичи, Шершуны и др.

## История
В 1905 году в Радошковской волости Вилейского уезда Виленской губернии.

## Население

### Численность
- 2012 год — 5 жителей

### Динамика
- 1905 год — 32 жителей (15 муж. и 17 жен.)[2]
- 1999 год — 13 жителей (перепись населения)
- 2009 год — 10 жителей (перепись населения)[2]
- 2012 год — 5 жителей